# علی‌آباد کرند
علی‌آباد کرند، روستایی است از توابع بخش مرکزی شهرستان دالاهو استان کرمانشاه ایران.

## جمعیت
این روستا در دهستان حومه کرند قرار داشته و بر اساس سرشماری سال ۱۳۸۵ جمعیت آن (۷خانوار) ۳۹نفر بوده‌است.